# Віги (партія)
Партія вігів (англ. Whigs) — партія в Англії, попередниця ліберальної партії. Виникла на початку 1680-х як угруповання дворянської демократії, представників великої буржуазії, що намагалися позбавити спадкоємців Джеймса ІІ (Яків II) (як католика) права на престол. Назва дана опозиції при Карлі II (1679 рік) на ім'я шотландських пуритан (англ. Whigamore — прізвисько шотландських селян). Віги виступали на підтримку «Біля про відвід» 1680 року, що позбавляє Якова II (тоді ще герцога Йоркського) права на спадкування престолу після Карла II. Прихильники влади короля Якова II отримали у відповідь кличку «торі» за ірландським прізвиськом папістів, що спустошували країну задля відновлення та захисту королівських прав. Перебувала при владі безупинно в 1714 — 1760 роках, при ній почався промисловий і комерційний розвиток країни, велася енергійна зовнішня політика. Під час Французької революції віги виступали за проведення в Англії парламентських реформ, після проведення Закону про Реформи 1832 року стали називатися Ліберальною партією.
Спочатку ці перші партії носили віросповідальний характер: віги були пуританами, а торі — англіканцями. Крім того вони відрізнялися своїм ставленням до певних аристократичних династій: віги були противниками королів Карла II і Якова II, а торі — їхніми прихильниками. Віги і торі — одні з найдавніших партій і єдині, які пройшли 3 етапи розвитку партії (аристократичні гуртки, політичні клуби, масові партії).
Віги (ліберали) — назва цієї партії вперше з'являється 1679 році. В цей час знову починала розгортатись боротьба між королем і парламентом, яка призвела в 40-х роках до першої англійської революції. Згодом виявилось, що реставрація Карла II не припинила боротьбу між круглоголовими (віги) і кавалерами (торі). Зрадницька політика Карла II і Якова II, які намагалися розширити королівську владу шляхом підпорядкування Англії французькому королю Людовику, підірвала авторитет партії торі й змусила її лідерів взяти участь у революції 1688 року.
Обидві партії брали активну участь у боротьбі парламенту проти короля. Особливо ця боротьба загострилася 1679 року коли парламентська опозиція (віги) стала вимагати позбавлення прав на престол молодшого брата короля герцога Йоркського, бо той був католиком. Проте Карл II не пішов на поступки опозиції й розпустив парламент. Лідера опозиції було страчено. Незважаючи на такі рішучі дії, король не зміг добитися абсолютної влади і зламати опір парламенту.